# Maria Pia Casilio
Maira Pia Casilio (L’Aquila, 1935. május 5. – Róma, 2012. április 10.) olasz színésznő.

## Életpályája
Vittorio De Sica fedezte fel a film számára 1951-ben. 1952–1960 között volt a legaktívabb, majd miután házasságot kötött Giuseppe Rinaldi színésszel, visszavonult. 1952–1997 között 35 filmben volt látható.

## Munkássága
Zenés komédiákban színpadon is fellépett. 1952-ben debütált a Vittorio De Sica rendezte A sorompók lezárulnak című filmben. 1953-ban Luigi Comenci Kenyér, szerelem, fantázia című filmjében is szerepelt. Még ugyanebben az évben szerepet kapott Vittorio de Sica Termini pályaudvar, ahol Montgomery Clift és Jennifer Jones partnere volt. 1954-ben A bolond-gyógyász című filmjét Mario Mattioli rendezte. 1954-ben és 1956-ban Stefano Vanzinas két filmjében is játszott: az Egy amerikai Rómában (1954) és a Toto, Peppino és a törvényenkívüliek (1956).

## Filmjei
- A sorompók lezárulnak (1952)
- Termini pályaudvar (1953)
- Kenyér, szerelem, fantázia (1953)
- Thérèse Raquin (1953)
- A reménység útja (Il viale della speranza) (1953)
- Fél évszázad szerelmei (Amori di mezzo secolo) (1954)
- Nápolyi körhinta (Carosello napoletano) (1954)
- A bolond-gyógyász (1954)
- Kenyér, szerelem, féltékenység (1954)
- Egy amerikai Rómában (Un americano a Roma) (1954)
- A veszélyes fordulat (Le tournant dangereux) (1954)
- Párizs levegője (L'air de Paris) (1954)
- Két szerencsekrajcár (Due soldi di felicità) (1954)
- Római történetek (1955)
- Toto, Peppino és a törvényenkívüliek (Totò, Peppino e i fuorilegge) (1956)
- Isten veled Firenze! (Arrivederci Firenze) (1958)
- Veszélyes feleségek (Mogli pericolose) (1958)
- Az utolsó ítélet (1961)
- Három férfi és egy láb (1997)

## Fordítás
- Ez a szócikk részben vagy egészben  a   Maria-Pia Casilio című angol Wikipédia-szócikk ezen változatának fordításán alapul.  Az eredeti cikk szerkesztőit annak laptörténete sorolja fel. Ez a jelzés csupán a megfogalmazás eredetét és a szerzői jogokat jelzi, nem szolgál a cikkben szereplő információk forrásmegjelöléseként.
- Ez a szócikk részben vagy egészben  a   Maria Pia Casilio című olasz Wikipédia-szócikk ezen változatának fordításán alapul.  Az eredeti cikk szerkesztőit annak laptörténete sorolja fel. Ez a jelzés csupán a megfogalmazás eredetét és a szerzői jogokat jelzi, nem szolgál a cikkben szereplő információk forrásmegjelöléseként.